# Kukkesjauratj (Jokkmokks socken, Lappland, 743347-165598)
Kukkesjauratj är en sjö i Jokkmokks kommun i Lappland och ingår i Luleälvens huvudavrinningsområde. Kukkesjauratj ligger i Ultevis fjällurskog Natura 2000-område.